# Ladislav Skaunic
Ladislav Skaunic, též Vladislav Skaunic (9. června 1899 Brno – 15. července 1976 Hradec Králové), byl český a československý politik; poválečný poslanec Prozatímního a Ústavodárného Národního shromáždění za Československou sociální demokracii.

## Biografie
Působil na Brněnsku. Za druhé světové války byl činný v odboji a byl politickým vězněm. Již 1. září 1939 byl zatčen v rámci akce Albrecht der Erste. Byl vězněn v Brně na Špilberku, pak v koncentračních táborech Dachau a Buchenwald. Propuštěn byl v roce 1942.
V roce 1945 se přihlásil do Svazu osvobozených politických vězňů (odbočka Brno-Černá Pole). Tehdy byl registrován jako místoředitel Okresní nemocenské pojišťovny v Brně. Na otázku, zda hodlá ve Svazu aktivněji pracovat, odpověděl: „Jsem příliš zaneprázdněn spolkovou a veřejnou činností. Svazu pomohu podle možností, pro členstvo práci konám ve svém zaměstnání“. Členem Svazu (později Svaz protifašistických bojovníků) byl až do své smrti. V roce 1946 se uvádí jako úředník.
V letech 1945-1946 byl poslancem Prozatímního Národního shromáždění za sociální demokraty. Po parlamentních volbách v roce 1946 usedl za sociální demokracii do Ústavodárného Národního shromáždění. Setrval zde formálně do voleb do Národního shromáždění roku 1948.
Během únorového převratu v roce 1948 patřil k části ČSSD kritické vůči KSČ, která byla ze sociálně demokratické strany vytlačena a která se stala terčem persekuce. V roce 1955 byl odsouzen Krajským soudem v Brně za neoznámení trestného činu v politické kauze související se stíháním jiného člena předúnorové sociální demokracie. V červnu 1968 mu byl udělen Řád republiky.
Ladislav Skaunic zemřel v červenci 1976 v Hradci Králové.
Jeho manželkou byla Květa Skaunicová-Vaňková (narozena 21. února 1899).